# دانشگاه اطلاعات و امنیت ملی
دانشگاه اطلاعات و امنیت ملی، با نام‌های پیشین دانشکده وزارت اطلاعات یا امام باقر، دانشگاهی دولتی وابسته به وزارت اطلاعات جمهوری اسلامی ایران در تهران است. این دانشگاه همکاری و ارتباط نزدیکی با نیروهای مسلح جمهوری اسلامی ایران، قوه قضائیه جمهوری اسلامی ایران، حوزه علمیه و حفاظت و حراستِ ادارات و سازمان‌ها اغلب به صورت پژوهشی و کارورزی دارد و در مقاطع کارشناسی، کارشناسی ارشد و دکترا دانشجو می‌پذیرد. دانشجویان دوران خدمت سربازی خود را در وزارت اطلاعات می‌گذرانند.

## تاریخچه
دانشکده اطلاعات وابسته به وزارت اطلاعات جمهوری اسلامی ایران در سال ۱۳۶۵ با سخنرانی رئیس‌جمهور وقت، سید علی خامنه‌ای افتتاح گردید.
در این دانشگاه به آموزش افسرهای اطلاعاتی پرداخته می‌شود. این مرکز آموزش عالی در سال ۱۳۹۵ از «دانشکده اطلاعات» به «دانشگاه اطلاعات و امنیت ملی امام باقر» ارتقاء علمی یافت.

## نحوه پذیرش و گزینش دانشجو و شرایط مورد نیاز
تمامی مراحل گزینش، برای ورود به دانشگاه ممکن است یک سال یا حتی دوسال طول بکشد. پذیرش این دانشگاه از طریق آزمون سراسری به صورت نیمه متمرکز و مصاحبه است و متقاضیان باید از شرایط و ضوابط عمومی و اختصاصی دانشگاه اطلاعات و امنیت ملی مندرج در دفترچه راهنمای انتخاب رشته‌های تحصیلی آزمون سراسری برخوردار باشند. پروسه گزینش این دانشگاه طی چند مرحله که از طریق تماس مستقیم توسط دانشگاه و در مدت زمان حداقل یک سال انجام می‌شود که شامل:
1. آزمون تست هوش و شخصیت‌شناسی
2. آزمون علمی ریاضی
3. معاینات پزشکی بدنی (برای اطمینان از سلامت جسمی و روانی)
4. مصاحبه حضوری اول (شامل مسائل فرهنگی، عقیدتی، سیاسی، اجتماعی و اقتصادی کشور)
5. مصاحبه حضوری دوم (شامل مسائل فردی و خانوادگی داوطلب)
6. استعلام‌های حفاظتی و محلی (که درخصوص صلاحیت خود متقاضی و خانواده‌اش می‌باشد)

### چگونگیِ ثبتِ نام
داوطلبان باید در کنکور سراسری در یکی از زیرگروه‌های ریاضی فیزیک، تجربی یا انسانی شرکت کنند و در همان فرم ثبت نام، گزینه اعلام علاقمندی به انتخاب رشته و شرکت در مصاحبه رشته‌های تحصیلی دانشگاه اطلاعات و امنیت ملی را انتخاب کنند. پس از شرکت در کنکور سراسری و دریافت کارنامه اولیه، در صورتی که داوطلب مجاز به انتخاب رشته شده باشد، باید در فرم انتخاب رشته، کد رشته محل‌های دانشگاه اطلاعات را قرار دهد.
در صورتی که داوطلب دارای رتبه مناسب باشد، دعوت به مصاحبه خواهد شد و پذیرش نهایی داوطلبان منوط به داشتن شرایط قید شده در دفترچه ثبت نام کنکور سراسری از جمله اعتقاد و التزام عملی به دین مبین اسلام و ایرانی الاصل بودن و اعتقاد و پایبندی به ولایت فقیه و نظام جمهوری اسلامی ایران و آمادگی هر گونه فداکاری نیز داشته باشد.
از سلامت روانی و جسمی به تشخیص مراجع پزشکی وزارت اطلاعات برخوردار باشد.
داوطلبان در زمان استخدام، به سازمان یا وزارتخانه ای نباید هیچ گونه تعهد خدمتی داشته باشد.

### شرایط اختصاصی پذیرش
داوطلبان برای ورود به دانشگاه اطلاعات و امنیت ملی باید دارای شرایط اختصاصی زیر باشند.
داوطلبان در ابتدای ورود به دانشگاه باید دارای حداکثر ۲۲ سال باشند.
داوطلبان شرکت کننده در گروه آزمایشی ریاضی فیزیک و علوم تجربی باید دارای معدل کتبی دیپلم بالای ۱۵ و شرکت کنندگان در گروه آزمایشی علوم انسانی باید دارای معدل کتبی دیپلم بالای ۱۶ باشند.

### مصاحبه
داوطلبان در صورتی که کد رشته محل‌های دانشگاه اطلاعات و امنیت ملی را در فرم انتخاب رشته خود قرار دهند و رتبه مناسبی را نیز برای پذیرش در این دانشگاه داشته باشند به‌صورت تلفنی و از طریق کارشناسان دانشگاه دعوت به مصاحبه می‌شوند.
مصاحبه شامل دو مرحله است. مرحله اول شامل یک آزمون کتبی است که پذیرفته شدگان در این مرحله وارد مرحله مصاحبه حضوری و شفاهی می‌شوند.
در این آزمون‌ها معمولاً تست هوش و تست ورزشی گرفته می‌شود و داوطلب باید در سطح آمادگی خوبی قرار داشته باشد. تست و معاینات پزشکی نیز برای اطمینان از سلامت روانی و جسمی داوطلب انجام می‌شود.
در ادامه سوالاتی در مورد زمینه‌های مورد علاقه داوطلب، اطلاعات عقیدتی، سیاسی، اطلاعات عمومی و روان‌شناسی، احکام و شخصیت فرد و خانواده اش پرسیده می‌شود.
در مرحله آخر نیز برای اثبات صحت کلام فرد، کارشناسان به تحقیقات محلی می‌پردازند، گاهی این پروسه یک سال نیز طول کشیده است، پس داوطلبان باید در فرایند گزینش این دانشگاه صبور باشند.

### مزایای تحصیل در دانشگاه اطلاعات و امنیت ملی
داوطلبان آقا در صورتی که خدمت سربازی نرفته باشند، خدمت سربازی را در وزارت اطلاعات می‌گذرانند.
دوران تحصیل دانشجویان جزو سابقه آنها در نظر گرفته می‌شود.
دانشجویان از ابتدای ورود مبلغی را به‌عنوان حقوق ماهانه دریافت می‌کنند.
دانشجویان از زمان ورود به دانشگاه به استخدام رسمی وزارت اطلاعات جمهوری اسلامی ایران در می‌آیند و از تمامی خدمات استخدام رسمی همچون بیمه و … برخوردار می‌شوند.
تحصیل دانشجویان به صورت شبانه‌روزی و آموزش آن‌ها به‌صورت عملی و نظری خواهد بود.
دانشجویان در طول تحصیل خود یکی از زبان‌های زنده دنیا را فرا می‌گیرند.

## رشته‌های تحصیلی
دانشگاه اطلاعات و امنیت ملی در سه مقطع کارشناسی، کارشناسی ارشد و دکتری در رشته‌های ذیل دانشجو می‌پذیرد:
کارشناسی:
1. امنیت بین‌الملل
2. امنیت نرم
3. امنیت اطلاعات
4. حفاظت اطلاعات
5. امنیت اقتصادی
6. ضد تروریسم
7. علوم فنی امنیت
8. مهندسی فناوری اطلاعات و ارتباطات
9. پژوهشگری امنیت

کارشناسی ارشد:
1. مدیریت اطلاعات
2. حفاظت اطلاعات
3. مطالعات امنیتی ایران
4. پژوهشگری امنیت
5. امنیت اطلاعات
6. امنیت اقتصادی
7. امنیت بین‌الملل
8. بیوتروریسم
9. علوم جرم‌شناسی امنیتی
10. مهندسی مخابرات امنیتی
11. مهندسی فناوری اطلاعات و امنیت

دکتری:
1. مدیریت اطلاعات